# Odesszai katakombák

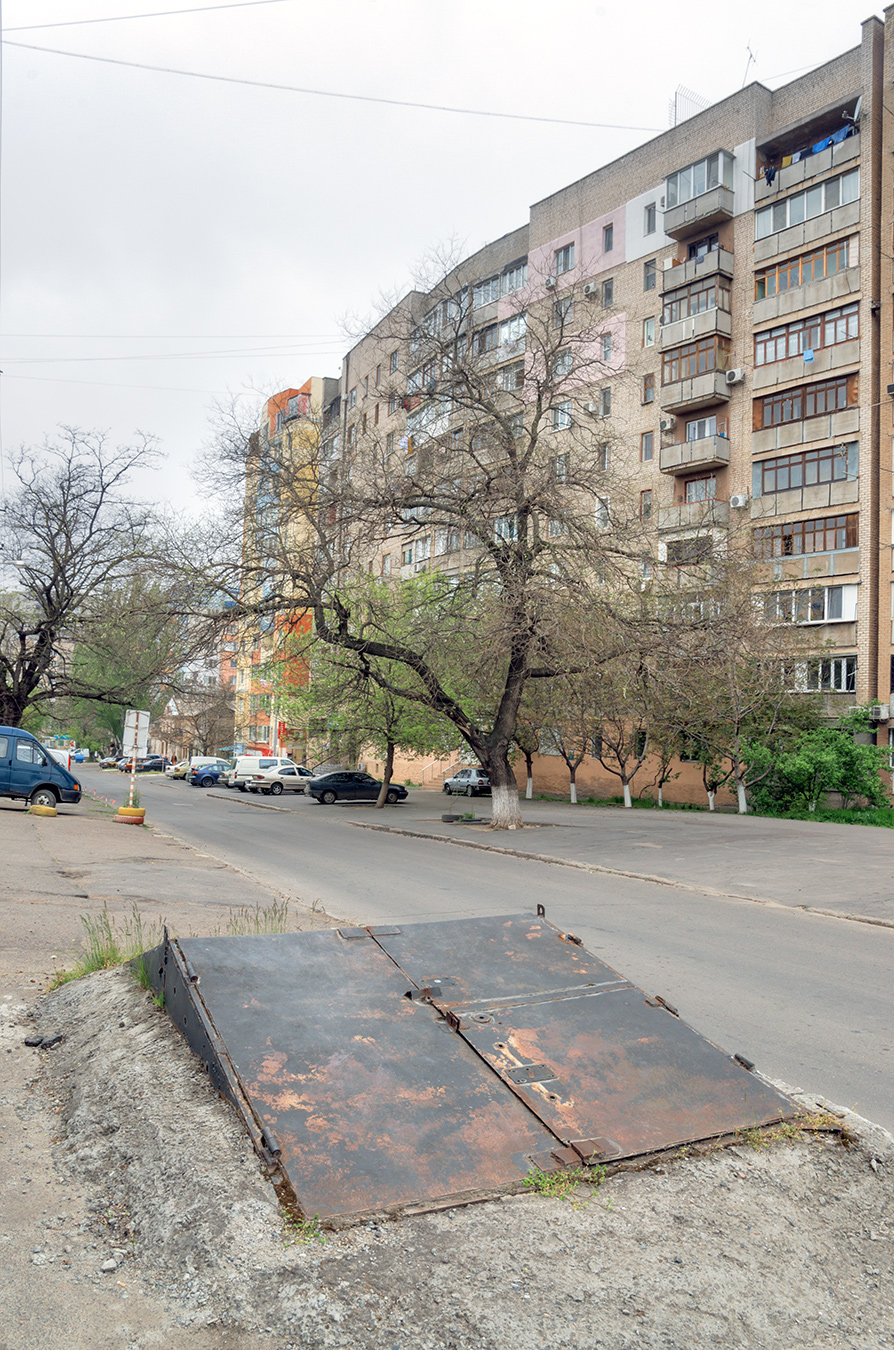
Az egyik a sok utcai bejárat közül, amelyeket többnyire zárva tartanak, hogy megakadályozzák a gyermekek és a felelőtlen kíváncsiskodók bejutását

Az odesszai katakombák (ukrán: Одеські катакомби) egy alagútrendszer az ukrajnai Odessza alatt, amely a város környékére is kiterjed. 
A katakombarendszer három szinten húzódik, a mélysége pedig eléri a 60 métert. Ez a világ legnagyobb labirintusrendszere, amely fő- és mellékfolyosóinak, zsákutcáinak, elágazásainak hossza a becslések alapján kb. 2500 km, de egy ukrán weboldal 3000 km-re becsüli a hálózatot. Eddig csak mintegy 1700 km hosszú szakaszt térképeztek fel. A katakombák zöme, 95-97%-a a bányászat során keletkezett, a maradék vagy természetes (karszt) eredetű barlang, vagy létesített bunker, csatorna, pince stb.
Mivel az egész alagútrendszer a mai napig sincs teljesen feltérképezve, nincs benne világítás, időnként tévednek el benne önálló vállalkozásra induló emberek, főleg gyerekek, vagy kíváncsiskodó kalandorok. A mentések gyakran 2-3 napig is tartanak, és nem mindig végződnek sikerrel. 
Napjainkban több mint ezer ismert bejárata van a labirintusrendszernek.

## Történelem

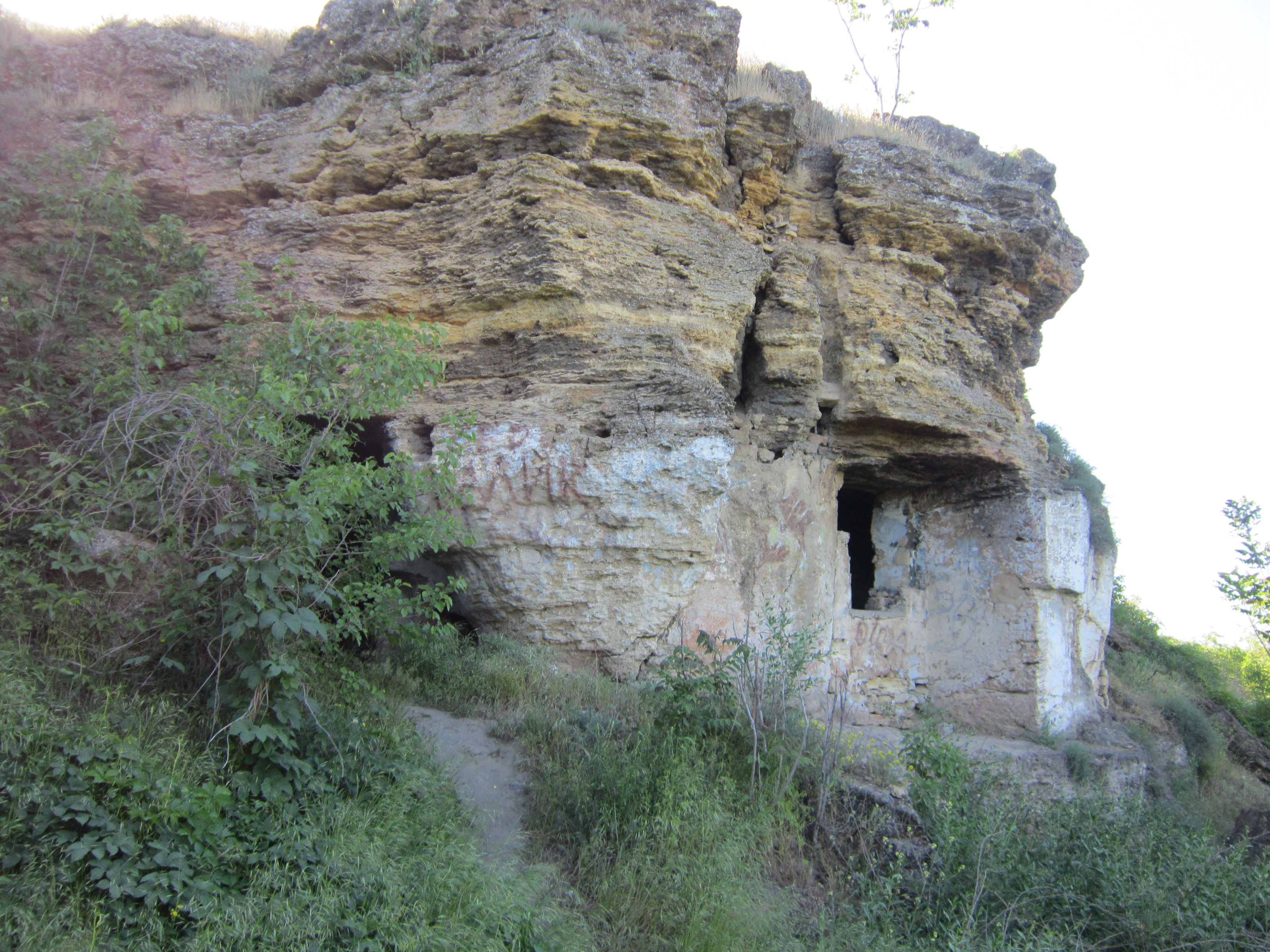
A katakomba sziklába vájt bejárata

A 19. században a legtöbb odesszai ház mészkőből épült, amelyet a közelben bányásztak. A házak építésekor, hogy ne kelljen messziről idecipelni a mészköveket, egyre inkább a város alól bányásztak. Ahogy a bányászok kitermelték a mészkövet, alagutak kezdtek kialakulni. A város alatt nemsokára kialakult egy kusza labirintus, melyet senki nem tervezett előre. A föld alatti hálózat pedig idővel a városon kívüli területekre is kiterjedt. A bányászott kőzetből felépült házak színe miatt Odesszát sokáig „sárga városnak” is nevezték.
A kitermelés a 20. század elején is folytatódott, egészen az 1917-es orosz forradalom kitöréséig. A katakombák ideális búvóhelyül szolgáltak a forradalmároknak. Lenin öccse, Dmitrij Uljanov  is vezetett itt szemináriumokat. A polgárháború idején itt volt a föld alá kényszerített bolsevikok forradalmi parancsnoksága, itt működött a nyomdájuk is. 
A második világháború alatt a szovjet partizánok búvóhelyéül szolgálták, akik hosszú ideig használták bázisul a németek és a románok ellen. Itt dolgozott az odesszai pártbizottság, itt volt a partizánok fegyver- és élelmiszerraktára, s innen biztosították a rádió-összeköttetésüket is Moszkvával. 
A német hadvezetés ágyúkkal lövette a katakombák bejáratát, az aknákat törmelékkel szóratta be, a kutakba, amelyeknek a katakombákkal is volt összeköttetésük, olajat öntetett, de a föld alatti várost nem tudta bevenni. 
A bányajáratokat a két világháború között és a II. világháború után csempészek és bűnözők is használták raktárként, illetve fegyver- és árucsempészethez.
A 20. század végétől sok gondot okoznak a katakombák, mivel gyakran beomlást okoznak.
A 21. század elejére teljesen megszűnt a város alatti bányászat, ekkor már csak a környező falvakban engedélyezett. Mivel ezek a bányajáratok is összeköttetésben vannak a régiekkel, ezért a katakombarendszer hossza továbbra is nő.

## Múzeumok
A bűnözéssel, csempészettel vagy a szép nők elrablásához és eladásához kapcsolódóan sok legenda él. Ebben a népszerű témakörben létesült Odessza központjában a Földalatti Odessza Titkai Múzeum ("Музей Тайны подземной Одессы"), 25 méterrel a föld alatt, a Razumovszkij (переулок 2-й Разумовский) utca 33. szám alatt. Míg Odessza közelében, Nerubajszke faluban a Partizándicsőség Múzeum (Музей партизанской славы) betekintést nyújt az alagútrendszer katonai múltjára. Itt a katakombák 12-14 méter mélyen vannak. Ez a múzeum 1969-ben létesült, és a helyén rejtőztek a régió legnagyobb partizánegységei a nagy honvédő háborúban.

## Galéria

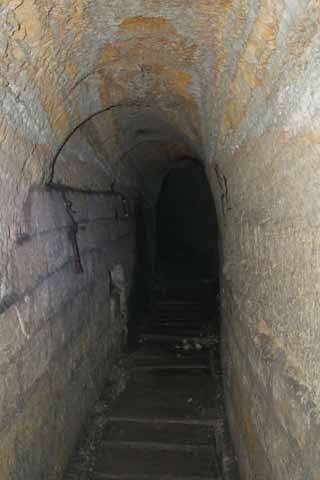
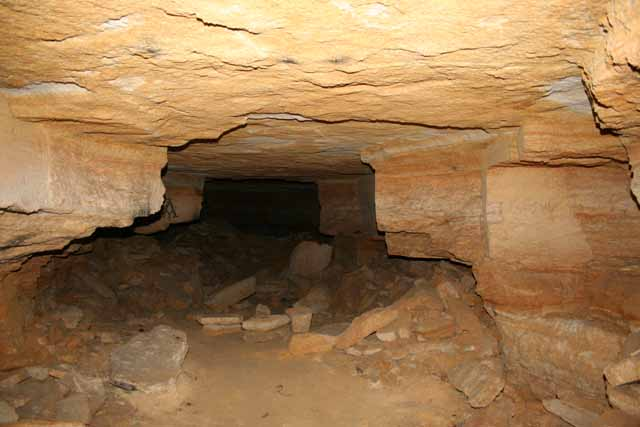
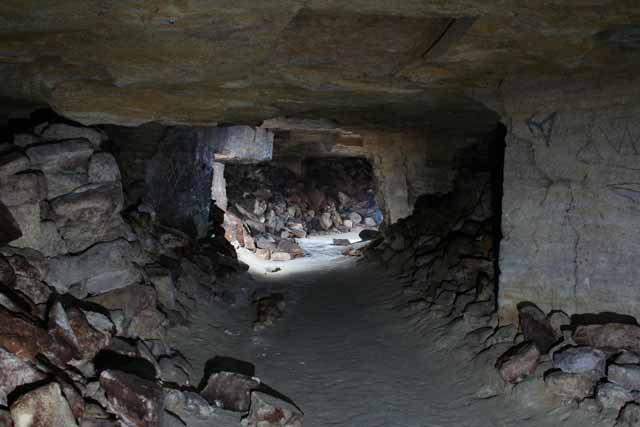
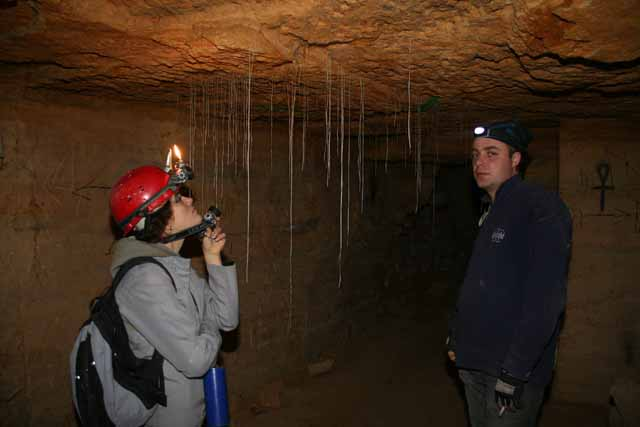
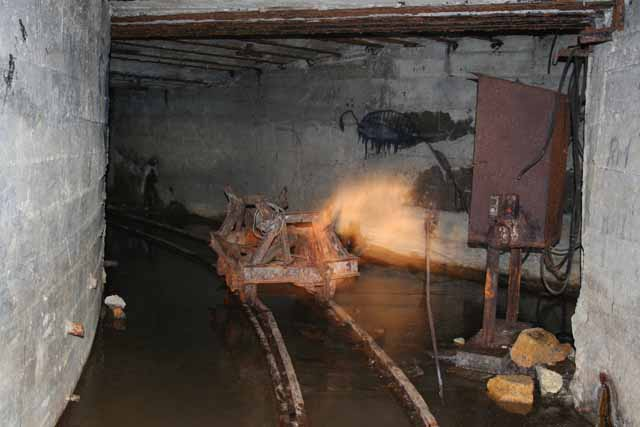

## Fordítás
- Ez a szócikk részben vagy egészben  a(z)   Одесские катакомбы című orosz Wikipédia-szócikk ezen változatának fordításán alapul.  Az eredeti cikk szerkesztőit annak laptörténete sorolja fel. Ez a jelzés csupán a megfogalmazás eredetét és a szerzői jogokat jelzi, nem szolgál a cikkben szereplő információk forrásmegjelöléseként.